# Кальвин тер (станция метро)
«Кальвин тер» (венг. Kálvin tér — площадь Кальвина) — пересадочный узел Будапештского метрополитена, состоящий из одноимённых станций на линии M3 (синей) и линии M4 (зелёной).

## История
Станция на линии M3 открыта в 1976 году в составе участка «Деак Ференц тер» — «Надьварад тер». 28 марта 2014 года после пуска линии линии M4 «Кальвин тер» стала пересадочной станцией, с неё осуществляется переход на одноимённую станцию линии M4.

## Описание
Станция расположена под площадью Кальвина, по которой она получила название. На площади пересекаются две ключевые магистрали центральной части Пешта: от площади Кальвина начинается длиннейшая улица Будапешта, ведущий в юго-восточном направлении проспект Иллёи (венг. Üllői út) (от станции «Кальвин тер» линия M3 идёт далее вдоль него) и малое полукольцо бульваров (венг. Kiskörút), на площади Кальвина бульвар Вамхаз (венг. Vámház körút) переходит в Музейный бульвар (венг. Múzeum körút). Недалеко от площади Кальвина расположены Венгерский национальный музей и Центральный рынок Будапешта.
Станция линии M3 глубокого заложения, её глубина 28 м, она самая глубокая на линии M3. На станции одна островная платформа.
Станция линии M4 имеет глубину 22,4 метра. На станции также одна островная платформа.

## Перспективы
В дальнейшем планируется построить переход на 5-ю линию метро.